# Laboratorios Maver
Laboratorios Maver es una empresa farmacéutica chilena con sede en Lampa, creada en 1923.

## Historia
La empresa fue creada en 1923 por Elías Albala Franco, químico farmacéutico egresado de la Universidad de Chile, quien ideó el nombre del laboratorio a partir de las iniciales de la frase "Mi Amor Verdadero Es Rosa", quien era su esposa. Albala creó un analgésico, las «obleas chinas» Li-Wu-Pat, a partir del nombre de un médico chino que tenía un programa radial.
A partir de la década de 1960 la empresa comenzó a adquirir licencias de marcas extranjeras para su producción en Chile. En 1962 lanzaron el primer desodorante en barra del mercado chileno, Dollypen, y la sal de fruta Eno, de origen británico.
Desde la década de 1990, Maver fue sustituyendo paulatinamente las marcas extranjeras, debido al término de las licencias para producirlas, por marcas propias; así nacieron el analgésico Tapsin en 1996 -en reemplazo de Anacín y Dristan- y el antiácido Disfruta en 2000 -en reemplazo de Sal de Fruta ENO-. La similitud fonética entre la publicidad de «Sal Disfruta» con «Sal de Fruta», le valió a Maver una denuncia por SmithKline Beecham (SKB), propietaria de la sal de fruta ENO, ante el Tribunal de Ética del Consejo de Autorregulación y Ética Publicitaria (Conar), que falló a favor de SKB.
También se introdujeron nuevas franquicias extranjeras, como el protector solar Hawaiian Tropic, entre 1995 y 2001, año en que fue sustituido por la marca propia Leblon, y la marca de productos de higiene bucal Oral Fresh, desde 1997 como enjuague bucal y desde 2003 como pasta dental. El 3 de abril de 2003 la empresa inauguró su planta farmacéutica en Lampa, en una ceremonia a la que asistió el presidente Ricardo Lagos.

## Marcas
Las marcas que Maver produce actualmente son: 
- Tapsin (1996), analgésico.
- Disfruta (2000), sal de fruta
- Oral Fresh (1997), higiene bucal
- Leblon Solar (2001), protectores solares
- Armonyl (1995), relajante natural.
- Dolorub (1997), crema antiinflamatoria
- Probiokid, formulación sobre la base de probióticos